# فلاديسلاف تشيرنيشوف
فلاديسلاف تشيرنيشوف هو لاعب كرة قدم ومدرب كرة قدم كازاخستاني في مركز الدفاع، ولد في 16 مارس 1981 في بيشكك في قيرغيزستان. شارك مع منتخب كازاخستان لكرة القدم. أما مع النوادي، فقد لعب مع نادي إيرتيش بافلودار.

## وصلات خارجية
- فلاديسلاف تشيرنيشوف على موقع الاتحاد الأوربي (الإنجليزية)
- فلاديسلاف تشيرنيشوف على موقع قاعدة بيانات كرة القدم.إي يو (الإنجليزية)
- فلاديسلاف تشيرنيشوف على موقع ناشيونال فوتبول تيمز (الإنجليزية)
- فلاديسلاف تشيرنيشوف على موقع Soccerway.com (الإنجليزية)